# Anker Automobilfabrik Paul Griebert
Die Anker Automobilfabrik Paul Griebert war ein deutscher Automobilhersteller, der zwischen 1918 und 1920 auf dem Grundstück Ordensmeisterstraße 16 in (Berlin-)Tempelhof ansässig war. Er ging aus der Anker Metallwaren-Fabrik für Elektromotoren hervor, die bis 1914 im Ritterhof, Ritterstraße 11 in Berlin-Kreuzberg, existierte.

## Fahrzeuge
Gebaut wurde ein Kleinwagen, der mit Motorradmotoren unterschiedlicher Hersteller und mit schnell austauschbaren Wechselkarosserien ausgestattet war. Eine andere Quelle gibt an, dass ein Vierzylindermotor der Wanderer-Werke mit 1145 cm³ Hubraum für den Antrieb sorgte. 1919 betrieb die Firma kurzfristig mit einem modifizierten Vomag-Omnibus eine Buslinie vom Halleschen Tor nach Marienfelde. Mit der Zwangsversteigerung des Betriebsgrundstücks ging die Gesellschaft 1920 in Konkurs.